# V1309 Скорпиона
V1309 Скорпиона (лат. V1309 Scorpii) — контактная двойная, в 2008 году ставшая единой звездой в ходе процесса, известного как яркая красная новая. Это первая звезда, предоставившая доказательство того, что тесные двойные системы заканчивают свою эволюцию при слиянии звёзд. Сходство со звёздами V838 Единорога и V4332 Стрельца позволило исследователям определить эти звёзды как результат слияния контактных двойных.

## Открытие
V1309 Скорпиона была независимо открыта 2 сентября 2008 года тремя группами исследователей: Коити Нисияма и Фудзио Кабасима, Юкио Сакураи, а также Гуою Сунем и Синем Гао. Первоначально объект считался транзиентным объектом, расположенным вблизи галактического балджа и имеющим прямое восхождение 17ч 57м 32.93с ± 0с.01 и склонение −30° 43′ 10″ ± 0″.1. Обнаружившие объект астрономы отмечали, что объект ещё за несколько дней до открытия не был доступен для наблюдения в телескоп с проницающей силой 12 звёздных величин. До вспышки слабость и близость объекта к USNO-B1.0 звезде 0592-0608962 (видимые звёздные величины B = 16,9 и R = 14,8) на угловом расстоянии 1,14″ мешали обнаружению объекта. В момент открытия считалось, что V1309 Скорпиона представляет собой классическую новую.

## Определение природы объекта как результата слияния
Непосредственно после вспышки объекта группа астрофизиков под руководством Елены Мэйсон из Европейской южной обсерватории провели исследование спектра V1309 Sco после вспышки. Первоначально целью исследования был анализ содержания тяжёлых элементов в классической новой, но исследователи не сразу поняли, что объект не является классической новой. При анализе спектра Мэйсон и коллеги считали, что V1309 Скорпиона окружена медленно расширяющейся газовой оболочкой, более плотной на экваторе, при этом образуется спектр поглощения с узкими линиями от этой оболочки и спектр с более широкими линиями вокруг. Наклон экваториальной плоскости относительно луча зрения наблюдателя приводит к тому, что наблюдается почти только полярная область. Эта область приближается к наблюдателю, поскольку в целом спектр смещён в синюю сторону. Наличие выбросов от полярной области при различных скоростях отражается в широких крыльях линий Бальмера. Поведение отношения Hα/Hβ, снижающегося в течение чуть менее месяца до скачка к насыщенному уровню и сохранения большого значения, являлось одной из многих характеристик спектра, включая также хорошо различимые запрещённые линии, позволяющих отличить V1309 Скорпиона от классических новых и отнести к классу красных новых.
Вслед за исследованием Мэйсон и коллег, Ромуальд Тиленда и коллеги, использовавшие ранее теоретические модели для поддержки гипотезы о формировании красных новых в ходе слияния звёзд, также изучали V1309 Скорпиона. Вследствие близости к центру Галактики, V1309 Скорпиона вошла в число наблюдаемых объектов в рамках проекта Optical Gravitational Lensing Experiment (OGLE), блеск объекта измерялся с точностью 0,01 звёздной величины в течение нескольких лет до вспышки. Звезда постепенно увеличивала яркость между 2001 и 2007 годами, затем произошло падение блеска незадолго до вспышки 2008 года. В течение вспышки блеск увеличился на 10 звёздных величин или примерно в 104 раз. Затем звезда быстро уменьшала блеск в течение по крайней мере того периода, в течение которого объект наблюдался Мэйсон и коллегами. До вспышки блеск объекта в период длительностью около 1,4 дней экспоненциально снижался до момента вспышки. Как и предсказывается моделью типичной контактной двойной, V1309 Скорпиона обладает двумя пиками звёздной величины за цикл, что соответствует моментам, когда две звезды расположены перпендикулярно к лучу зрения наблюдателя. Однако в этом случае второй пик в каждом периоде постепенно уменьшается до тех пор, пока кривая блеска не будет показывать только один пик за период. Происходит это вследствие того, что вторая звезда начинает обращаться быстрее, чем оболочка главной звезды. Поскольку звёзды соприкасаются, разница скоростей приводит к диссипации энергии в точке соприкосновения. Следовательно, когда вторая звезда приближается к луче зрения, она становится ярче, когда удаляется, то слабее. К 2007 году две звезды были настолько близки к слиянию, что их звёздная величина, будучи измеряемой с Земли, соответствовала почти сферической форме, то есть исчезновение второго максимума происходило непосредственно перед слиянием.
Наблюдавшееся явление было первым в своём роде свидетельством того, что контактная двойная система может завершить эволюцию в ходе слияния звёзд, также наблюдавшиеся условия позволят учёным идентифицировать другие системы как контактные двойные и предсказывать будущие слияния.

## Исследования после обнаружения
С момента обнаружения V1309 Скорпиона дальнейшие исследования звезды фокусировались как на моделировании эволюции, так и на сборе дополнительных данных о спектре.

### Дальнейшее исследование спектра
Одно из последующих исследований, продолжающих работу Мэйсон и коллег 2010 года по исследованию спектра, было посвящено анализу эволюции спектра с широкими линиями на большем временном масштабе. В данном исследовании Каминский и коллеги неожиданно обнаружили наличие оксида хрома II в ближнем инфракрасном диапазоне, что стало первым случаем обнаружения оксида хрома в звёздном спектре. Современные химические модели не объясняют, почему красные новые являются единственными звёздными объектами с наличием линий оксида хрома в спектре. Это открытие может также позволить объяснить неожиданно большое количество 54Cr, наблюдающееся в Солнечной системе, которое не получается объяснить только следствием вспышек сверхновых.

### Теоретические исследования
Понимание того, что контактные двойные звёзды заканчивают свою эволюцию при слияниях, также породило ветвь теоретических исследований. Заметим, что в 2015 году проводилось исследование, посвящённое контактным двойным в шаровых скоплениях и определившее, что слияния звёзд могут приводить к формированию голубых бродяг.

## Обнаружение других звёздных слияний
По мере того, как всё больше информации накапливалось о звезде V1309 Скорпиона и объекте-предшественнике, сам объект стали называть Розеттским камнем в исследовании слияний звёзд, способным помочь идентифицировать другие новые как результаты слияний звёзд. Например, данные о V1309 Скорпиона использовались для попытки объяснить необычную вспышку CK Лисички в 1670—1672 годах, которую в течение веков не удавалось объяснить. Предыдущие спектроскопические исследования других звёзд выявили большее количество кандидатов в красные новые звёзды, включая V1148 Стрельца, которую изучали с 1949 года. Такие ретроспективные исследования также позволили обнаружить потенциальные красные новые такие как M31 RV, расположенные вне Млечного Пути, включая M31LRN 2015, M85 OT2006, NGC300OT2008 и SN2008S.
Более недавние исследования были посвящены обнаружению объектов, соответствующих профилю предшественника V1309 Скорпиона. Поиск среди других контактных двойных в рамках проекта OGLE позволил обнаружить 14 различных контактных двойных систем с уменьшающимися периодами в течение 0,8 суток, все они являются кандидатами в будущие явления слияний звёзд. В январе 2017 года было обнаружено, что KIC 9832227 обладает периодом, снижающимся со скоростью большей, чем в других двойных системах, что может свидетельствовать о первом обнаружении кандидата в красные новые. В период обнаружения она обладала периодом кривой блеска около 0,458 суток, слияние звёзд прогнозируется на 2022 год. В настоящее время это единственный идентифицированный кандидат, но вероятно большее количество в ближайшем будущем будет обнаружено. Космический аппарат Gaia и телескоп LSST, как предполагается, позволят обнаружить миллионы затменных двойных систем, при этом количество известных затменных двойных систем увеличится на два порядка. Недавние оценки предполагают, что существует 1-10 доступных для наблюдения предшественников красных новых в нашей Галактике, которые при слиянии увеличат яркость так же, как и V1309 Скорпиона. Следовательно, если только одна такая звезда в настоящее время известна (KIC 9832227), то с большой вероятностью существует немного больше подобных объектов, которые мы сможем наблюдать в ближайшие годы.